# Urs Odermatt
Pour les articles homonymes, voir Odermatt.
Urs Odermatt, né à Stans, canton de Nidwald, le 28 février 1955, est un metteur en scène et dramaturge suisse.

## Biographie
Après plusieurs années d’activité en tant que journaliste indépendant, critique de films et photographe, Urs Odermatt s’initie à la mise en scène et à l’écriture scénique auprès des deux grands maîtres polonais Krzysztof Kieślowski et Edward Żebrowski. Il travaille ensuite en Allemagne et en Suisse en tant que metteur en scène pour le cinéma, la télévision et le théâtre. Avec le cadreur Rainer Klausmann, il fonde en 1990 la société de production Nordwest Film AG.
Urs Odermatt est le fils du photographe nidwaldien Arnold Odermatt dont il publie l’œuvre depuis 1993 (Springer & Winckler Galerie, Berlin ; Éditions Steidl Verlag, Göttingen). C’est dans le cadre de recherches pour son film Le Pandore qu’il découvre en 1992 les archives photographiques de son père, travaux qu’il va réunir pour les recueils Meine Welt, Karambolage, En service et Hors service.

## Filmographie
- 2011 : Vilain tonton (titre original allemand : Der böse Onkel). Film réalisé d’après la pièce de théâtre au même titre original. Avec Miriam Japp, Jörg-Heinrich Benthien, Paula Schramm, Julia Heydcamp, Stephan Dierichs, Kasia Borek, Verena Berger, Pascal Ulli, Eva Math, Johanna Leinen.
- 2009 : Mein Kampf. Film réalisé d’après la pièce de théâtre éponyme de George Tabori. Avec Götz George, Tom Schilling, Bernd Birkhahn, Anna Unterberger, Elisabeth Orth, Wolf Bachofner, Simon Schwarz.
- 1998 : Tatort - Ein Hauch von Hollywood. Téléfilm avec Winfried Glatzeder, Robinson Reichel, Marie-Lou Sellem, Johannes Brandrup, Götz Schubert, Dieter Mann, Martin Wuttke, Michael Gwisdek, Falk Rockstroh, Gustav Peter Wöhler, Klaus Manchen, Astrid Meyerfeldt, Bruno Cathomas.
- 1997 : Lisa Falk - Ein ganz einfacher Fall. Série télévisée avec Ulrike Kriener, Peter Striebeck, Felix Eitner, Gustav-Peter Wöhler.
- 1997 : Lisa Falk - Der letzte Besucher. Série télévisée avec Ulrike Kriener, Peter Striebeck, Nina Hoger, Axel Wandtke, Ueli Jäggi, Sylvie Rohrer.
- 1996 Zerrissene Herzen. Téléfilm avec Suzanne von Borsody, Nadja Uhl, Burghart Klaußner, Ernst Jacobi, Michael Gwisdek, Siegfried Kernen, Martin Horn.
- 1996 : Polizeiruf 110 - Kleine Dealer, grosse Träume. Téléfilm avec Angelica Domröse, Dominic Raacke, Jürgen Vogel, Nadja Uhl, André Jung, Kathrin Angerer, Götz Otto, Ueli Jäggi, Rosemarie Fendel, Siggi Schwientek, Gottfried Breitfuss, Martin Horn. Titelsong: The Cranberries: Zombie.
- 1994 : Le Pandore (titre original : Wachtmeister Zumbühl). Film avec Michael Gwisdek, Jürgen Vogel, Anica Dobra, Rolf Hoppe, Norbert Schwientek, Siggi Schwientek, Roeland Wiesnekker, Ueli Jäggi.  (ISBN 3-7165-0960-4). Colosseum Records CD CST 34.8050 LC 3387.
- 1991 : Lopper. Film documentaire tiré du matériel historique d’Arnold Odermatt filmant les débuts des chantiers autoroutiers en Suisse près d’Acheregg et du tunnel de Lopper.
- 1991 : Gesichter der Schweiz . Contribution rhétoromanche à un film documentaire en plusieurs épisodes. Collaboration avec notamment Kurt Gloor, Francis Reusser, Claude Goretta, Hans-Ulrich Schlumpf, Nicolas Gessner, Thomas Koerfer.
- 1990 : Der Tod zu Basel. Téléfilm d’après un scénario de Markus Kutter. Avec Markus Kutter. Mit Günter Lamprecht, Dietmar Schönherr, Stefan Walz, Ueli Jäggi, Wolfram Berger, Siegfried Kernen, Hans-Michael Rehberg, Stephanie Glaser.
- 1988 : La fiancée thaïlandaise (titre original allemand : Gekauftes Glück). Film avec Wolfram Berger, Werner Herzog, Mathias Gnädinger, Günter Meisner, Annamirl Bierbichler, Helen Vita.
- 1986 : Rotlicht!. Film avec Uwe Ochsenknecht, Anouschka Renzi.
- 1985 : Besuch bei der alten Dame. Court-métrage

À côté de deux cadreurs, le Suisse Rainer Klausmann et le Polonais Piotr Lenar, le compositeur munichois de musiques de films Norbert J. Schneider (appelé aujourd’hui Enjott Schneider) fait partie des collaborateurs proches et réguliers d’Urs Odermatt.

### Critiques
Urs Odermatt a participé à deux des épisodes les plus déjantés des formats télévisés Tatort et Polizeiruf 110, lesquels « se démarquent par un mélange réussi de sérieux et d’esprit intelligent, véritable bienfait au vu de l’uniformité des séries policières » (Stern 25/1996), dressant tout un « chapelet panoptique de drôles de zèbres (...) faisant office de toile de fond pour des personnages principaux fidèles à la réalité, tel un papier peint aux motifs grotesques » (Frankfurter Allgemeine Zeitung, 17 juin 1996). « Une telle abondance de comique méchant était jusqu’ici plutôt rare dans le genre » (Der Spiegel 24/1996).
La fiancée thaïlandaise a été saluée en 1989 par la presse et le public cinéphile comme l’un des films d’auteurs suisses au succès le plus retentissant. La critique vante sa « chorégraphie délicate des regards, apportant une touche rafraîchissante dans le sempiternel bavardage des films d’auteurs en langue allemande » (Frankfurter Rundschau, 11 mars 1989).
Le Pandore a bouleversé par sa peinture claustrophobe de la société fermée d’un petit village où tout le monde se connaît et où tout le monde sait tout des autres, « véritable monde dans une goutte d’eau » (Krzysztof Kieślowski).

### Récompenses
Le téléfilm Zerrissene Herzen (1996 ; caméra : Piotr Lenar) a été nommé pour les Journées du téléfilm de Baden-Baden.
La fiancée thaïlandaise a été récompensée en 1989 par le R d’argent dans le cadre du festival du film RiminiCinema à Rimini.
Le Centre d’évaluation des films de Wiesbaden a attribué la mention « besonders wertvoll » à Mein Kampf et celle de « wertvoll » à La fiancée thaïlandaise.

## Mises en scène pour le théâtre

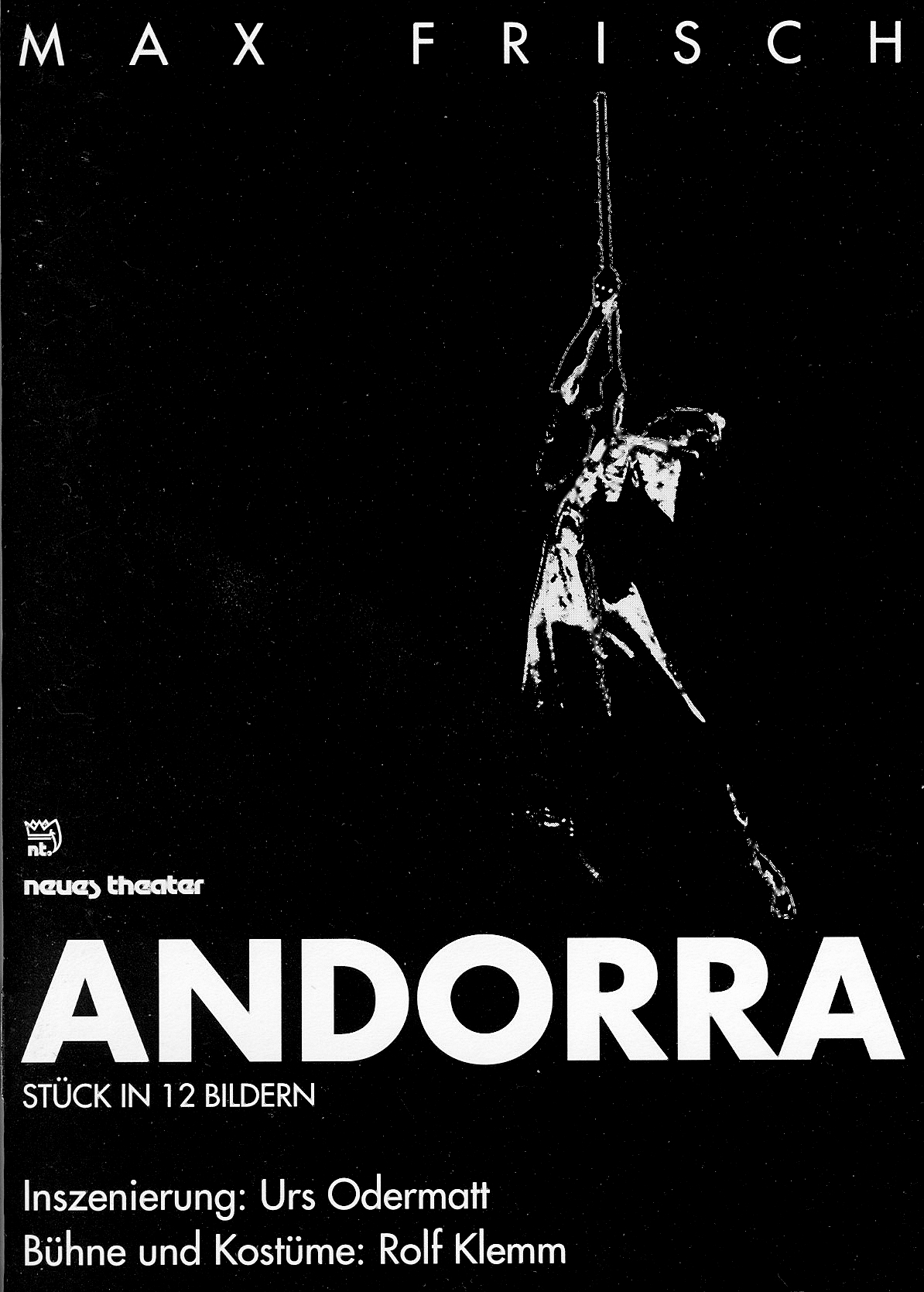
Affiche de la mise en scène d’Andorra au Neues Theater de Halle (1993).

- 1993 : Andorra, de Max Frisch. Neues Theater, Halle (Saale).
- 1995 : Le Locataire, de Joe Orton. Kleines Theater, Bonn.
- 1998 : Der Krüppel von Inishmaan, de Martin McDonagh. Théâtre d’État d’Oldenbourg. Première représentation en Allemagne.
- 2000 : Hautnah, de Patrick Marber. Théâtre d’État d’Oldenbourg.
- 2001 : Der Ignorant und der Wahnsinnige, de Thomas Bernhard. Théâtre d’État d’Oldenbourg.
- 2002 : Der böse Onkel, d’Urs Odermatt. Théâtre de Reutlingen. Première représentation.
- 2002 : Die Bauchgeburt, de Rolf Kemnitzer. Théâtre d’État de la Sarre, Sarrebruck. Première représentation.
- 2004 : Les Sorcières de Salem, d’Arthur Miller. Festival Freilichtspiele Chur à Coire.
- 2005 : Dieses. Kleine. Land., d’Alfred Gulden. Théâtre d’État de la Sarre, Sarrebruck. Première représentation,  (ISBN 3-938823-02-X).
- 2005 : Trainspotting, d’Irvine Welsh. Théâtre de Saint-Gall. Première représentation en Suisse.

### Style de direction
« Les travaux du metteur en scène de cinéma et de théâtre Urs Odermatt méritent d’être mentionnés à titre d’exemple du large spectre de styles de mise en scène dans le cadre des productions du Théâtre d’État de la Sarre, bouleversant fondamentalement les attentes à l’égard du théâtre parlé. Ses premières représentations de la pièce Die Bauchgeburt de Rolf Kremnitzer et de la production grotesque d’Alfred Gulden Dieses. Kleine. Land. confrontent les spectateurs à toute une pléthore de signes à la fois linguistiques et inhérents au corps et à la gestuelle. La surabondance d’informations et d’impulsions rappelle l’esthétique du clip vidéo monté en film, révélant comme une construction perspectiviste la nature fragmentaire de notre perception de la réalité ainsi que le caractère du sens contextuel. Le spectateur doit se départir complètement de son attitude contemplative vis-à-vis de ce qui est représenté pour le percevoir de façon sciemment sélective. La limite avec ce qui n’est pas concevable sur le plan sémantique est dépassée dans cette forme de représentation où la notion d’énergie prend le pas sur le « sens », là où l’abîme du manque de communication et la perversion des questions de sens devraient évoquer de simples questions de pouvoir auprès du spectateur. Le théâtre de voix rythmées, distanciées et choriques ainsi que la corporéité expressive du théâtre d’Odermatt s’emploient à nous confronter à ce que l’on ne voit pas à la surface du théâtre en tant que média. »

### Décors
C’est le scénographe berlinois Dirk Seesemann qui a construit les décors de la plupart des mises en scène théâtrales d’Urs Odermatt, et en particulier pour toutes les premières représentations. Seesemann soutient les concepts de mise en scène d’Urs Odermatt « avec sa sévérité minimaliste » (Saarbrücker Zeitung, 21 novembre 2005).

### Critiques

#### Dieses. Kleine. Land.
« Dieses. Kleines. Land. se penche sur le pour (maintien) et le contre (incorporation) des petits pays, sur les délires d’idées sectaires et la poursuite d’intérêts personnels. Urs Odermatt recourt ici au grotesque, glissant même occasionnellement dans l’absurde. La pièce est un défi de taille tant pour les acteurs que pour les spectateurs. » (Benno von Skopnik, Welt kompakt, 22 novembre 2005).
« Ce n’est pas seulement la pièce qui est démontée et à nouveau remontée, mais également ses personnages et son langage. Les phrases s’écrasent telles des châteaux de cartes dont les décombres font naître de nouvelles façades. Tout chez Odermatt devient citation dans la citation, raison pour laquelle on y entonne des refrains de tubes, scratchant des mots comme des disques de vinyle alors que des scènes se déroulent comme des pièces dans la pièce, ainsi que l’a préconisé Gulden. S’ensuit ainsi une parole parfois chorique et parfois concertée, dont les voix de dialogue se coupent et se recoupent, dans un procédé déconstructeur ou la pantomime se mêle à la farce et au théâtre absurde et à la poésie concrète. Eprouvé par Odermatt de façon toute similaire il y a trois ans à la première représentation de la pièce de Rolf Kemnitzer « Die Bauchgeburt » à Sarrebruck, ce rituel de démontage parvient à captiver un bon moment tout en révélant les qualités des dialogues de la pièce de Gulden. » (Christoph Schreiner, Saarbrücker Zeitung, 21 novembre 2005).

#### Der böse Onkel
« Odermatt a regardé autour de lui, croisant en tant qu’auteur les tragédies villageoises de Kroetz avec la fureur britannique brisée de Ravenhill, y ajoutant une sauvagerie à la Castorf ainsi qu’une prise de cinéma gore – tentative certes surchargée mais pour le moins combative. La routine qui est la sienne en tant que metteur en scène lui permet cependant de resserrer sa première théâtrale pour déboucher sur un grotesque fulgurant. Plutôt qu’une accusation banale, il mitonne dans certaines scènes excellemment chorégraphiées des images plus profondes oscillant entre le rêve et le cauchemar. Tous les sujets effleurés semblent soudain liés dans les meilleurs moments, après quoi la mise en scène se profile comme une analyse temporelle bizarre, un essai aux sombres étincelles sur la sexualité et le pouvoir. » (Otto Paul Burkhardt : Liebst du mich? Ja, ich dich auch - Urs Odermatt inszeniert seinen Theatererstling als Furioso über Sexualität und Macht, Reutlinger Nachrichten, 29 avril 2002).

#### Trainspotting
« Un ballet extravagant fait son numéro, des cascades de mots se déchaînent, se superposant et s’interpénétrant, souvent à peine compréhensibles puis à nouveau martelant un crescendo staccato : « Je suis, j’ai été, tout passe très vite ! » Cascades de mots lâchées avec un aplomb difficile à surpasser, allant jusqu’au scatologique puis à nouveau relevées dans un idiome hautement artificiel, transcendées encore par un bégaiement à escient précis ou par le biais de la répétition tel un écho de différents mots ou lambeaux de phrases. (...) La mise en scène d’Odermatt est sans merci – dans son immédiateté presque encore davantage, évidemment, que dans la chorégraphie précipitée exigeant une incroyable présence de la part de l’ensemble froissant ses costumes de papier imprimés avec des pages de journaux populaires. Sans merci dans une proximité physique ne nécessitant aucune nudité ni même effeuillage, car la mise à nu intérieure se retrousse vers l’extérieur. » (ats, 28 avril 2005).

#### Hautnah
« Les hommes baissent leurs pantalons, les femmes font irruption sur la scène à travers un immense écran faisant office de vagin. Ainsi déflorées depuis l’arrière, les lèvres sexuelles écartées s’ouvrent directement sur le visage du public d’Oldenbourg. La première de « Hautnah » de Patrick Marber. Marber sous la direction d’Urs Odermatt fait honneur au titre de la pièce Théâtre d’État d’Oldenbourg, non sans pour scinder à la pause les visiteurs à la corde sensible de ceux qui en ont vu d’autres. Ces derniers ont cependant constitué une claire majorité et n’ont pas été avares d’applaudissements pour la mise en scène. » (Marijke Gerwin : Wie das Lotterleben so spielt - Sie fickten und sie schlugen sich, taz, 5 avril 2000).

## Scénarios, pièces de théâtre, pièces radiophoniques
- 2006 : Targa Florio.
- 2004 : Fünfzehn beide.
- 2001 : Der böse Onkel.
- 1998 : Kora.
- 1991 : Wachtmeister Zumbühl.
- 1989 : St. Moritz.
- 1987 : Die Neger kommen.
- 1986 : Rotlicht!
- 1984 : Gekauftes Glück.

## Livres

### En tant qu’auteur
- Urs Odermatt : Der böse Onkel. Theaterstück. In: Programmheft zur Uraufführung. Theater Reutlingen, Reutlingen 2002.
- Urs Odermatt : Kora. Theaterstück. Theaterstückverlag, Munich 1998.
- Urs Odermatt : Wachtmeister Zumbühl. Drehbuch zu einem Spielfilm mit 79 Standphotos von Arnold Odermatt. Editions Benteli Verlag, Berne 1994.  (ISBN 3-7165-0960-4).
- Urs Odermatt : Schweiz - Freibrief für den Sonderfall "Ich", in: Dominik Riedo: Heidis + Peters. Eine Anthologie. Verlag Pro Libro, Lucerne.  (ISBN 978-3-9523525-3-3).

### En tant qu’éditeur
- Arnold Odermatt : In zivil. Hors service. Off Duty. Édité par Urs Odermatt. Éditions Steidl Verlag, Göttingen 2010,  (ISBN 978-3-86521-796-7).
- Arnold Odermatt : Im Dienst. En service. On Duty. Édité par Urs Odermatt. Éditions Steidl Verlag, Göttingen 2006,  (ISBN 3-86521-271-9).
- Arnold Odermatt : Karambolage. Édité par Urs Odermatt. Allemand, français, anglais. Éditions Steidl Verlag, Göttingen 2003,  (ISBN 3-88243-866-5).
- Arnold Odermatt : Meine Welt. Photographien/Photographs 1939–1993. Édité par Urs Odermatt. Éditions Benteli Verlag, Berne 1993, 2001 et 2006,  (ISBN 3-7165-0910-8).